# FAM50B
FAM50B (англ. Family with sequence similarity 50 member B) – білок, який кодується однойменним геном, розташованим у людей на 6-й хромосомі. Довжина поліпептидного ланцюга білка становить 325 амінокислот, а молекулярна маса — 38 709.
| 10         |  | 20         |  | 30         |  | 40         |  | 50         |
| ---------- |  | ---------- |  | ---------- |  | ---------- |  | ---------- |
| MAQYKGTMRE |  | AGRAMHLLKK |  | RERQREQMEV |  | LKQRIAEETI |  | LKSQVDKRFS |
| AHYDAVEAEL |  | KSSTVGLVTL |  | NDMKARQEAL |  | VRERERQLAK |  | RQHLEEQRLQ |
| QERQREQEQR |  | RERKRKISCL |  | SFALDDLDDQ |  | ADAAEARRAG |  | NLGKNPDVDT |
| SFLPDRDREE |  | EENRLREELR |  | QEWEAQREKV |  | KDEEMEVTFS |  | YWDGSGHRRT |
| VRVRKGNTVQ |  | QFLKKALQGL |  | RKDFLELRSA |  | GVEQLMFIKE |  | DLILPHYHTF |
| YDFIIARARG |  | KSGPLFSFDV |  | HDDVRLLSDA |  | TMEKDESHAG |  | KVVLRSWYEK |
| NKHIFPASRW |  | EAYDPEKKWD |  | KYTIR      |  |            |  |            |

A: Аланін

C: Цистеїн

D: Аспарагінова кислота

E: Глутамінова кислота

F: Фенілаланін

G: Гліцин

H: Гістидин

I: Ізолейцин

K: Лізин

L: Лейцин

M: Метіонін

N: Аспарагін

P: Пролін

Q: Глутамін

R: Аргінін

S: Серин

T: Треонін

V: Валін

W: Триптофан

Задіяний у такому біологічному процесі, як ацетилювання. 